# Calybites trimaculata
Calybites trimaculata är en fjärilsart som beskrevs av Tosio Kumata 1982. Calybites trimaculata ingår i släktet Calybites och familjen styltmalar. Inga underarter finns listade i Catalogue of Life.